# Hagenstetten
Hagenstetten ist ein Gemeindeteil der Gemeinde Oberdolling im Landkreis Eichstätt im Regierungsbezirk Oberbayern des Freistaates Bayern.

## Lage
Das Dorf liegt in der Südlichen Frankenalb östlich des Gemeindesitzes Oberdolling und östlich der Staatsstraße 2231. Nachbardörfer sind Unterdolling, Harlanden und Hienhof.

## Geschichte
Die früheste Nennung des Dorfes findet man im Pontifikale Gundekarianum; es verzeichnet eine Kirchenweihe unter dem Eichstätter Bischof Otto (reg. 1182–96).
Das Dorf unterstand dem oberbayerischen Pfleggericht Vohburg bis zu dessen Auflösung 1803. Im frühen 19. Jahrhundert war das Dorf vorübergehend der Herrschaft Wackerstein zugeteilt.
Ab 1818 gehörte Hagenstetten mit Harlanden zur Gemeinde Unterdolling im Landgericht Ingolstadt, aus dem später der Landkreis Ingolstadt hervorging. Die Gemeinde wurde im Zuge der Gebietsreform in Bayern 1972 nach Oberdolling und damit in den Landkreis Eichstätt eingemeindet.
Eine Flurbereinigung wurde 1957 durchgeführt. 1983 bestand das Dorf aus fünf landwirtschaftlichen Vollerwerbs- und zwei Nebenerwerbsbetrieben.

## Bauwerke
- Filialkirche St. Maria Magdalena